# Contea di Catawba
La contea di Catawba, in inglese Catawba County, è una contea dello Stato della Carolina del Nord, negli Stati Uniti. La popolazione al censimento del 2000 era di 141 685 abitanti. Il capoluogo di contea è Newton.

## Storia
La contea di Catawba fu costituita nel 1842.

## Geografia antropica

### Città
- Claremont
- Conover
- Hickory
- Newton

### Town
- Brookford
- Catawba
- Long View
- Maiden

### Census-designated place
- Lake Norman of Catawba
- Mountain View
- St. Stephens